# Волошка борова
Волошка борова (лат. Centaurea pineticola) — вид роду Волошка (Centaurea) родини Айстрові (Asteraceae).

## Ботанічний опис
Дворічна трав'яниста рослина висотою 30-65 см. Корінь стрижневий. Стебла прямостоячі, вгорі шорсткі від дрібних горбків, павутинисто-опушені. Нижнє листя черешкове, перисто-розсічене; серединне листя — сидяче; верхівкові — цілісні, лінійні. Обертки 15-18 мм завдовжки і 10-14 мм завширшки, яйцеподібної форми. Листочки обгортки плівчасті, з темною плямою в основі. Суцвіття —  Кошик. Віночки світло-пурпурні, завдовжки 14-20 мм. Квітки жовтувато-кремові або блідо-рожеві. Цвіте у червні-липні. Плід —  сім'янка довжиною 3-3,5 мм.

## Екологія та поширення
Виростає на незадернованих пісках. Відомі знахідки в місцях посадки сосни та дуба.
Ендемік Росії. Відомо кілька ділянок ареалу виду у Воронезькій та Білгородській областях.

## Охоронний статус
Занесений до Червоних книг Воронезької та Білгородської областей. Раніше включався до Червоної книги Росії.
Основними причинами вимирання є: вузька екологічна амплітуда, заліснення пісків, пошкодження плодів комахами, конкуренція з псаммофітами та бур'янами при заростанні пісків.